# Ben Cotton
Ben Cotton (Alberta, 26 de julho de 1975) é um ator canadense, mais conhecido pelo seu papel Dr. Kavanagh na série Stargate Atlantis.

## Filmografia
- Stargate Atlantis (2004-presente)...  Dr. Kavanagh
- The 4400 (2005)... Dewey (1 episódio)
- Slither (2006)... Charlie
- To Be Fat Like Me (2007)
- Supernatural (2007)... Negociante (1 episódio)
- Blood Ties (2007)... Kelly (1 episódio)
- Flash Gordon (2007)... Ator (1 episódio)
- Battlestar Galactica: Razor (2007)
- The Day the Earth Stood Still (2008)
- Robson Arms (2008)... Joel (1 episódio)
- jPod (2008)... Tim (1 episódio)
- Riese the Series (2009)... Herrick
- Harper's Island (2009)... Shane Pierce
- Stan Helsing (2009)... Fweddy
- Hellcats (2010)... Travis Guthrie
- Continuum (2013)... Jaden